# Drogheda
53°42′50″N 6°21′1″V / 53.71389°N 6.35028°V
Drogheda (Irsk: Droichead Átha) er en irsk by, 45 km nord for Dublin i County Louth i provinsen Leinster, i den centrale del af Republikken Irland med en befolkning (inkl. opland) på 35.090 indb i 2006.   
Byen ligger ved mundingen af floden Boyne få kilometer fra den irke kyst.
Droghedas byvåben viser en stjerne og en halvmåne og har sin oprindelse fra den tyrkiske Osmaniske riges emblem.

## Historie
Byen blev grundlagt i 911 af vikingerne og fik officiel bystatus i 1194. Det irske parlamentet flyttede til byen i 1494. Byen blev belejret to gange under Krigen i de tre kongeriger. Den første gang fra 1641-1642. Under den anden belejring blev den erobret af Oliver Cromwell i september 1649 som en del af Cromwells erobring af Irland. Slaget ved Boyne i 1690 stod kun 6 km vest for byen ved bredden af floden Boyne ved Oldbridge.   Se også: Belejringen af Drogheda
Floden Boyne løber gennem byen og indtil 1898 var byen delt mellem County Meath og County Louth, og siden den tid har floden været grænsen mellem dem.
- Droghedas byvåben
- Magdalenetårnet
- Viadukten The Boyne Viaduct
- St. Peter's Roman Catholic Church

## Seværdigheder
Magdalen Tower fra det 14. århundrede er den sidste rest af klostret.
I omegnen er der mange vigtige mindesmærker fra Irlands førkristelige tid. Til disse hører Hill of Tara og Newgrange som er en gravhøj fra ca. 3200 f.Kr. 
Jernbanebroen The Boyne Viaduct fra 1865.